# GK Persei
GK Persei eller Nova Persei 1901 var en nova i stjärnbilden Perseus.  Den upptäcktes av den skotske prästen Tomas David Anderson den 21 februari 1901. Novan nådde i maximum magnitud +0,2 och var därför den ljusstarkaste novan i modern tid, fram till 1918 års nova, Nova Aquilae 1918.
Till skillnad från Nova Aquilae 1918 har GK Persei efter att novautbrottet avklingat fått smärre utbrott på 2-3 magnituders ljusstyrka (motsvarande en ökning av ljusstyrkan på ungefär 10 gånger) med oregelbundna mellanrum. Sedan 1980 har dessa utbrott blivit ganska regelbundna. De uppträder ungefär vart tredje år (880 – 1240 dygn) och varar ungefär två månader.  GK Persei har därför förändrats från klassisk nova till kataklysmisk variabel.
GK Persei omges av “Firework Nebula” (saknar svenskt namn, men heter i översättning ”Fyrverkerinebulosan”). Den upptäcktes året efter novautbrottet. Gasmolnet expanderar med 1 200 km/s.

## I populärkulturen
GK Persei figurerar i H. P. Lovecrafts novell "Beyond the Wall of Sleep" (1919). Svensk titel “Bortom sömnens barrier”. Stig Claesson har skrivit novellen "När tändes Nova Persei?", publicerad i samlingen "Blå måndag" (1985).
Den omnämns också i "Brobyggarna" - första delen i romansviten "Det stora århundradet" - av Jan Guillou.